# Pedro Luis Rodríguez Molina
Pedro Luis Rodríguez Molina (1972) escritor, profesor de historia y asesor de literatura.

## Datos literarios
Es miembro de la UNEAC, Fundador del Centro de Formación Literaria “Onelio Jorge Cardoso” y miembro del taller literario Rubén Martínez Villena. Dirigió la Cátedra de literatura de la Casa de Cultura Municipal de Cabaiguán. Asesoró varios talleres literarios. Ha ofrecido lecturas de su obra en diferentes eventos literarios: Jornadas de la Narrativa Cubana en Sancti Spíritus, Encuentros de Talleres Literarios, Recitales individuales, Lecturas en la UNEAC de Sancti Spíritus, en la Sede de la AHS, en las Ferias Internacionales del Libro de Sancti Spíritus y Trinidad. En España realizó lecturas en Santa Cruz de Tenerife, en el Centro Cultural de Los Cristianos y en el Club de la Prensa. 

## Premios literarios
Obtuvo el Premio Nacional de Talleres Literarios, en cuento adulto (1997) con La Pared. Fue Premio de cuento para adultos en la Bienal “Ada Elba Pérez” de 1999, con Más allá de la espera. Ganó el Premio Beca de creación literaria “Nubes verdes”, en el género Novela, de la Asociación Hermanos Saíz, en el año 2000, con su obra El mezquino de Babel. Mereció el Premio de cuento “Batalla de Mal Tiempo” en 2004, con Conjeturas y el Premio Nacional “Mono-Rosa”, también en cuento, en 2005. Obtuvo un Accésit en cuento en el XXV concurso de cuentos “Gabriel Aresti”, España, 2007, con su obra Los de siempre. Premio de cuento “Un pueblo con suerte”, género cuento, 2012. Tercer premio en novela corta, en el concurso “La casa por la ventana”, con la obra: La franquicia de los verdugos; convocado por el proyecto Arte Cuba, Estados Unidos de Norteamérica, 1012

## Biografía activa
Marcas sobre el papel, Cuento adultos, Ediciones Luminaria, Cuba, 2001. 

La pared y otros cuentos,  Cuento para adultos, Editorial Benchomo, España, 2003.

La madre que espera, Relatos, Ediciones Luminaria, 2005.

El arte del buen comer, Benchomo, 2007.
Los orichas en Cuba, Editorial Benchomo, 2009 como plaqué.
El mezquino de Babel, United.pc, España, 2013. Novela
La franquicia de los verdugos, Old Lane Edition, Reino Unido, 2013. Novela
Marcas sobre el papel, QM Editorial, 2015, Estados Unidos. Cuento adultos.
La franquicia de los verdugos, Kindle Direct publishing, 2016. Novela

## Ha sido recogido en las antologías
- Cuatro del concierto, Ediciones Luminaria, 1997.
- Punto de partida, Ediciones Luminaria, 2005.
- Abrir ciertas ventanas, Ediciones Luminaria, 2007.